# Aschaffenburg Challenger 2002
L'Aschaffenburg Challenger 2002 è stato un torneo di tennis facente parte della categoria ATP Challenger Series nell'ambito dell'ATP Challenger Series 2002. Il torneo si è giocato a Aschaffenburg in Germania dal 2 all'8 settembre 2002 su campi in terra rossa.

## Vincitori

### Singolare
Olivier Mutis ha battuto in finale  Potito Starace con il punteggio di 6–4, 6–0

### Doppio
Diego del Río /  Andrés Schneiter hanno battuto in finale  Kornel Bardoczky /  Zoltan Nagy con il punteggio di 6–3, 3–6, 6–3